# ثقافة تركمغولية
الثَّقَافَة التُّركُمَغُولِيَّة أو الثَّقَافَةُ التُّركِيَّة المَغُولِيَّة تُشير إلى ثقافة عرقيَّة نشأت في آسيا إبان القرن الرابع عشر وتبلورت بُعيد انصهار المغول مع الشُعُوب التُركيَّة تحت سُلطانهم، وتكوَّنت هذه الثقافة من عناصر عدَّة أعطتها صبغتها الفريدة وهي الإسلام واللُغات الأتراكيَّة والسياسة المغوليَّة.

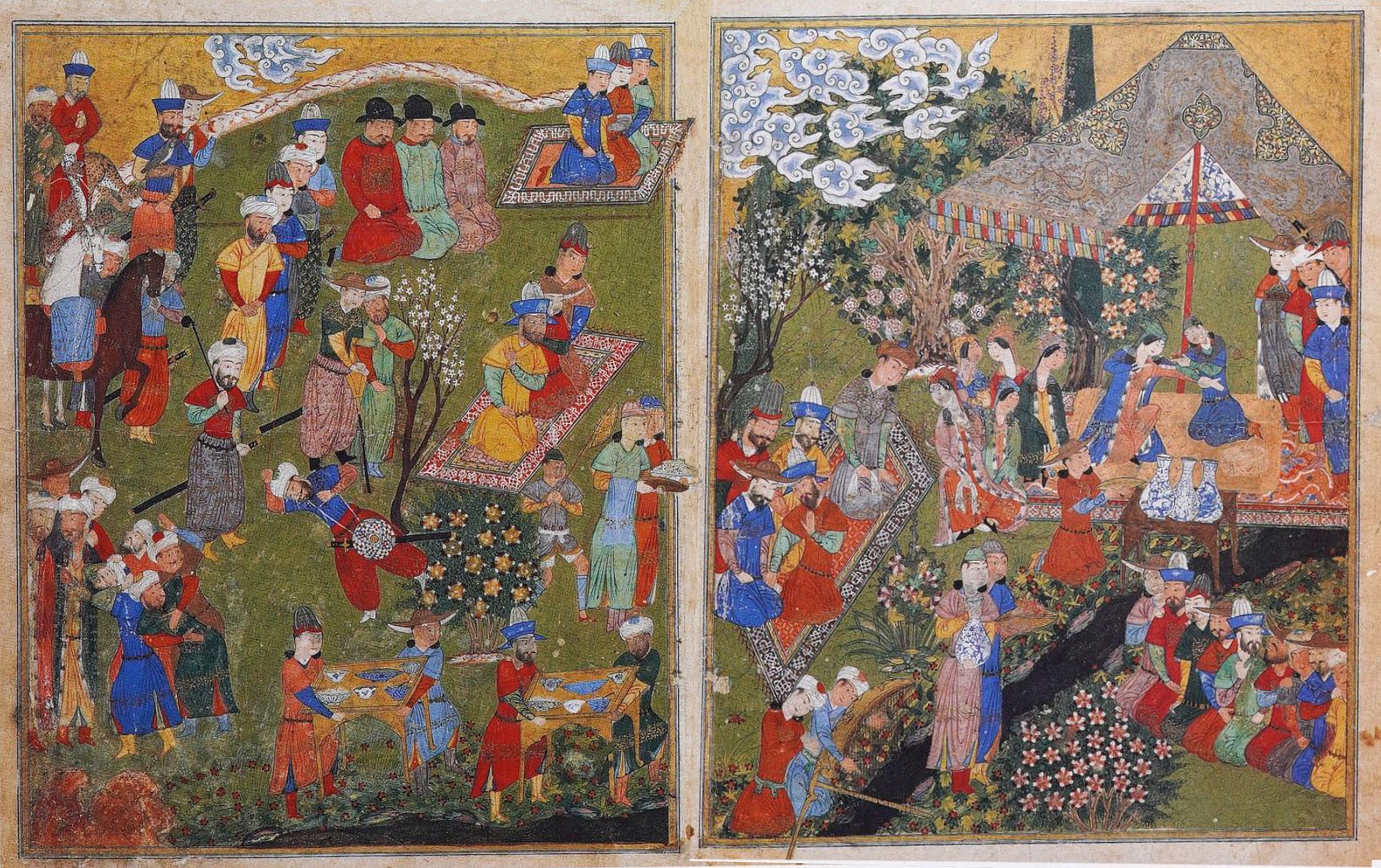
مُنمنمة فارسيَّة من العصر التيموري وقد انتشر هذا الفن انتشارًا واسعًا في الدول التُركُمغوليَّة وهو من الفُنُون الفارسيَّة التي اهتمَّ بها ورعاها التُركُمغول.

أسَّس التُركُمغول العديد من الدول الإسلاميَّة لاحقًا أبرزها خانية القازاق والخانيات التتاريَّة عقب انهيار دولة القفجاق فمنها انبثقت خانية القرم وخانية قازان وخانية أستراخان. ومن أهم الدول التركمغوليَّة كانت الدولة التيموريَّة التي أقامها تيمورلنك وعُدَّ من أكبر الغُزاة في التاريخ، وغيرها السلطنة الگُركانيَّة التي حكمت الديار الهنديةَّ لما يقرُب ثلاثة قُرُون. هذا وقد حكم التُرك والتتار أجزاءً من الديار المصريَّة ومارسوا السُلطة السياسيَّة والعسكريَّة في عهد المماليك.
أضحت هذه الممالك التُركُمغوليَّة راعيةً للثقافة الفارسيَّة التي كانت الثقافة السائدة لدى المُسلمين في آسيا الوسطى إبان تلك الفترة. في القُرُون اللَّاحقة امتدَّت الثقافة الفارسيَّة إلى البلاد المجاورة بفضل الغُزاة التُركُمغول حتى أضحت أخيرًا الثقافة السائدة بين الطبقات الحاكمة والنُخبويَّة في شبه القارة الهنديَّة وآسيا الوسطى وأجزاء كُبرى من الشرق الأوسط وحوض تاريم الذي يقبع غرب الصين.

## انظُر أيضًا
- ثقافة تركية فارسية
- شعب هندوتركي
- مجتمع متفرس
- ثقافة فارسية